# Ptiloscola surrotunda
Ptiloscola surrotunda är en fjärilsart som beskrevs av Dyar 1925. Ptiloscola surrotunda ingår i släktet Ptiloscola och familjen påfågelsspinnare. Inga underarter finns listade.